# 5283 Pyrrhus
Az 5283 Pyrrhus (ideiglenes jelöléssel 1989 BW) egy kisbolygó a Naprendszerben. Carolyn Shoemaker fedezte fel 1989. január 31-én.